# Zhao Linquan
Zhao Linquan (chiń. 赵林泉; ur. 1 kwietnia 1987) – chiński wioślarz, reprezentant chiński w wioślarskiej czwórce bez sternika na Letnich Igrzyskach Olimpijskich w Pekinie.

## Osiągnięcia
- Igrzyska Olimpijskie - Pekin 2008 - czwórka bez sternika - 13. miejsce[1].